# United Protestant Church
United Protestant Church (pol. Zjednoczony Kościół Protestancki, znany też jako Church of a Thousand Trees – Kościół Tysiąca Drzew) – zabytkowy, drewniany kościół w Palmer w stanie Alaska (Stany Zjednoczone), zbudowany w latach 1936–1937 przez napływową wspólnotę protestancką.
Historyczny budynek kościoła został w 1980 roku wpisany na listę zabytków USA National Register of Historic Places jako poz. nr 80000757.

## Historia
Kiedy rząd federalny Stanów Zjednoczonych podjął decyzję o ustanowieniu kolonii w dolinie Matanuska na Alasce, powołana została Home Missions Council aby sprawować opiekę religijną nad kolonistami Kościoła Prezbiteriańskiego USA. Kościół Prezbiteriański wysłał wówczas wielebnego Berta Bingle’a do miejscowości Palmer, aby zorganizować tam kościół.
Bert Bingle przybył do Palmer 6 maja 1935 roku zastając na miejscu grupę mężczyzn dokonujących pomiarów gruntu. Wkrótce po nim pojawili pracownicy budowlani, aby przygotować namioty dla mających przybyć kolonistów. Koloniści przybyli 12 maja, a pierwsze nabożeństwa z udziałem 35 osób były odprawiane w namiocie architekta Harry’ego K. Wolfe’a. Wielebny Bert Bingle był przewodnikiem duchowym kształtującej się społeczności oraz organizatorem jej życia. Z jego inicjatywy wzniesiono pierwszy prowizoryczny budynek do sprawowania nabożeństw. Postanowiono również zbudować stały kościół. Jego plany sporządził i listę materiałów dostarczył architekt Harry Wolfe. Plany te zostały ostatecznie zatwierdzone 31 grudnia 1936 roku. Wszystkimi kwestiami prawnymi i doradczymi jak: sporządzanie umów, aktów własności, statutu i regulaminów zajął się pełnomocnik Almer J. Peterson. Wcześniej, w maju 1936 roku, agencja rządowa podzieliła działkę o powierzchni około 0,81 ha na trzy równe części przyznając każdą z nich poszczególnym kościołom protestanckim, w tym United Protestant Church. Latem 1936 roku wspólnota formalnie dokonała poświęcenia gruntów. W czerwcu rozpoczęto ścinanie drzew i obróbkę kłód. 8 września tego samego położono kamień węgielny pod budowę kościoła.
1 listopada ukończono budowę plebanii, a 24 listopada powołano radę kościelną, przyjęto statut i zatwierdzono nazwę kościoła.
Przy budowie kościoła pracowali przedstawiciele 13 różnych wspólnot protestanckich: prezbiterian, braci morawskich, mennonitów, baptystów, unitarian, luteran, metodystów, episkopalistów, ruchu badackiego, Church of the Open Door i innych.
10 kwietnia 1937 roku na spotkaniu rady parafialnej w Anchorage została przyjęta petycja protestanckiej wspólnoty w Palmer, a jej kościół został wciągnięty na listę jako świątynia prezbiteriańska. 11 kwietnia United Protestant Church został oficjalnie zainaugurowany, zatwierdzono też Berta Bingle’a jako jego proboszcza.

## Architektura
Unikalnie zaprojektowany, zbudowany przez  wolontariuszy zespół sakralny składa się z trzech budynków: kościoła, plebanii i garażu.

### Wygląd zewnętrzny
Kościół został zbudowany na planie krzyża. Całkowita długość dwukondygnacyjnej konstrukcji z drewnianych kłód wynosi 28 m. Dwa skrzydła boczne (które obejmują ramiona transeptu) biegną równolegle po stronie północnej i południowej wzdłuż nawy środkowej. Skrzydła te, zbudowane na planie prostokąta, mają 5 m szerokości i 10 m długości. Na szczycie pokrytego azbestem dachu zbudowano dzwonnice na planie kwadratu, przykrytą mansardowym daszkiem. Wewnątrz zawieszono duży dzwon, widoczny ze wszystkich stron. Oświetlenie wnętrza zapewnia duża liczba okien. Do środka prowadzą dwa wejścia.

### Wnętrze
Wnętrze kościoła, całkowicie rustykalne, odznacza się dobrym smakiem i  umiarem. Ławki wykonano z rzeźbionego drewna, a żyrandole z kłód, z armaturą domowej roboty. Część ołtarzowa jest prosta; tworzą ją dwa krzesła, flankujące podium ministra. Na tylnej ścianie znajduje się rząd pionowo zamontowanych kłód, nad którymi umieszczono drewniany panel zwieńczony prostym krzyżem. W skrzydłach bocznych znajdują się pomieszczenia szkoły niedzielnej oraz sale spotkań. Wewnętrzne ściany i sufity zostały wykończone płytami gipsowo-kartonowymi.

## Pozostałe budynki
Pozostałe dwa budynki, przylegająca bezpośrednio do kościoła plebania i stojący oddzielnie garaż, zostały wykonane w tym samym stylu i z tego samego materiału co kościół.